# Kantdracena
Kantdracena (Dracaena marginata) är en växtart familjen stickmyrtenväxter från  Réunion. Arten har troligen bara hittats vild en enda gång och alla plantor i odling härstammar från denna insamling. Det uppges ofta att arten är från Madagaskar, men detta är felaktigt.[källa behövs]
Kantdracena är en vanlig krukväxt i Sverige.

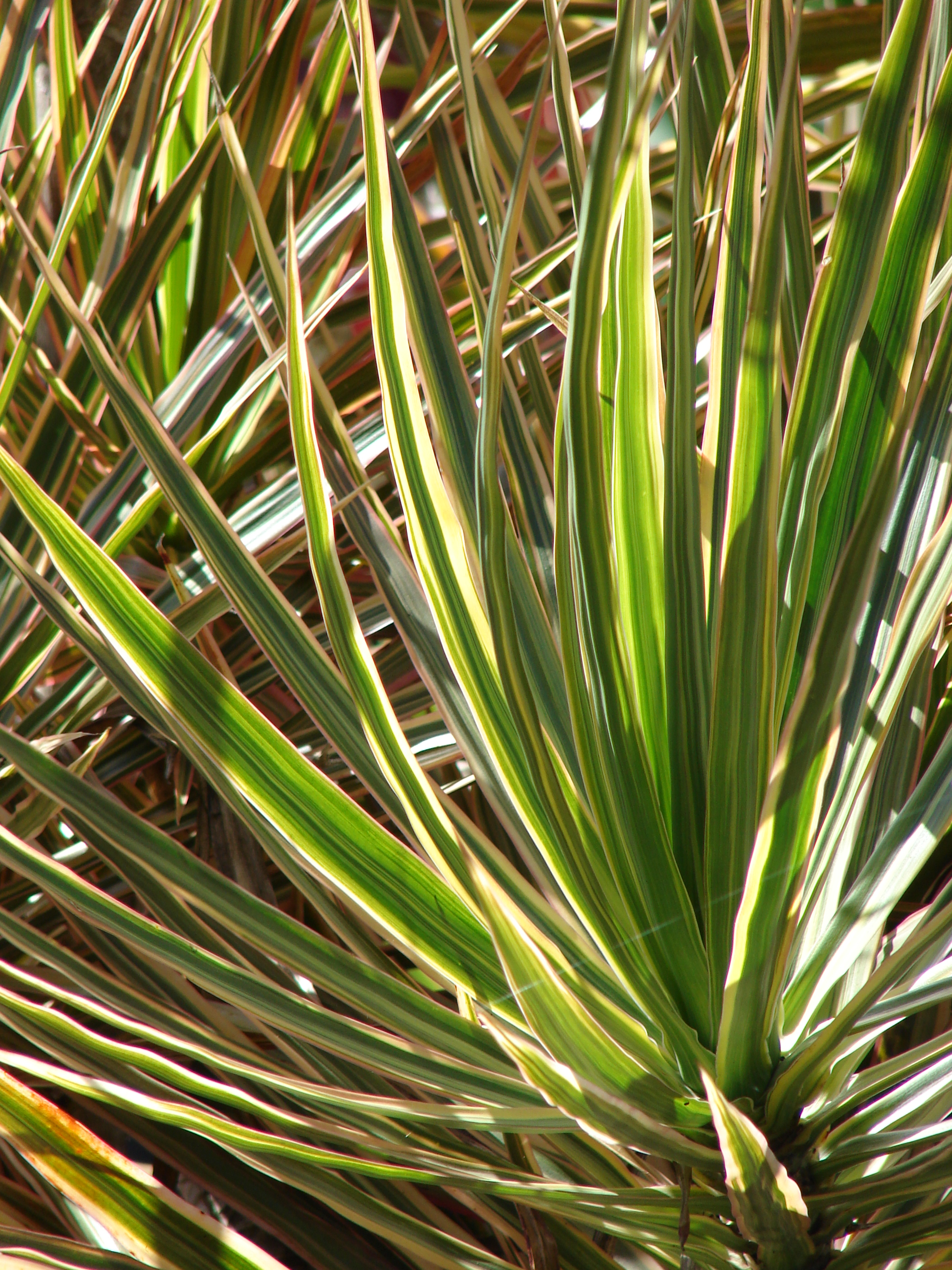
sorten 'Tricolor'

## Sorter
- 'Bicolor' - ursprungssorten med gröna blad och röda kanter.
- 'Colorama' - har blad med gulgrön mittstrimma, som omges av ett grönt band, därefter ytterligare ett gulgrönt band innan den röda kanten.
- 'Magenta' - bladen är brunröda och bara gröna mot basen.
- 'Norjim' - bladen har gul mittstrimma som omges av grågröna band och röda kanter.
- 'Tigra'
- 'Tricolor', regnbågsdracena, bladen är gröna med gulvita strimmor och röda eller rosa kanter.

## Synonymer
Cordyline marginata (Lamarck) Endlicher
Dracaena gracilis Salisbury nom. illeg.
Draco marginata (Lamarck) Kuntze
Pleomele gracilis (Salisbury) N.E.Brown
Pleomele marginata (Lamarck) N.E.Brown